# مالات الكالسيوم
 مالات الكالسيوم مركب كيميائي له الصيغة CaC4H4O5، وهو ملح الكالسيوم لحمض الماليك.

## البنية
أظهرت بيانات دراسة البنية البلورية بالأشعة السينية أن الشكل ثلاثي الهيدرات من مالات الكالسيوم Ca(C4H4O5).3H2O، له الأبعاد البلورية التالية: a = 6.6460 Å و b = 8.3795 Å و c = 8.2707 Å، وأن المجموعة الفراغية P21. وأن العدد التساندي لأيون الكالسيوم هو 7 في هذا المركب.

## الاستخدامات
يستخدم مالات الكالسيوم كمضاف غذائي  له رقم الإي E 352، وذلك من أجل تعزيز وجود أيونات الكالسيوم في الجسم.